# Girella elevata
Girella elevata är en fiskart som beskrevs av Macleay, 1881. Girella elevata ingår i släktet Girella och familjen Kyphosidae. Inga underarter finns listade i Catalogue of Life.